# Eutanasia su minori nella Germania nazista

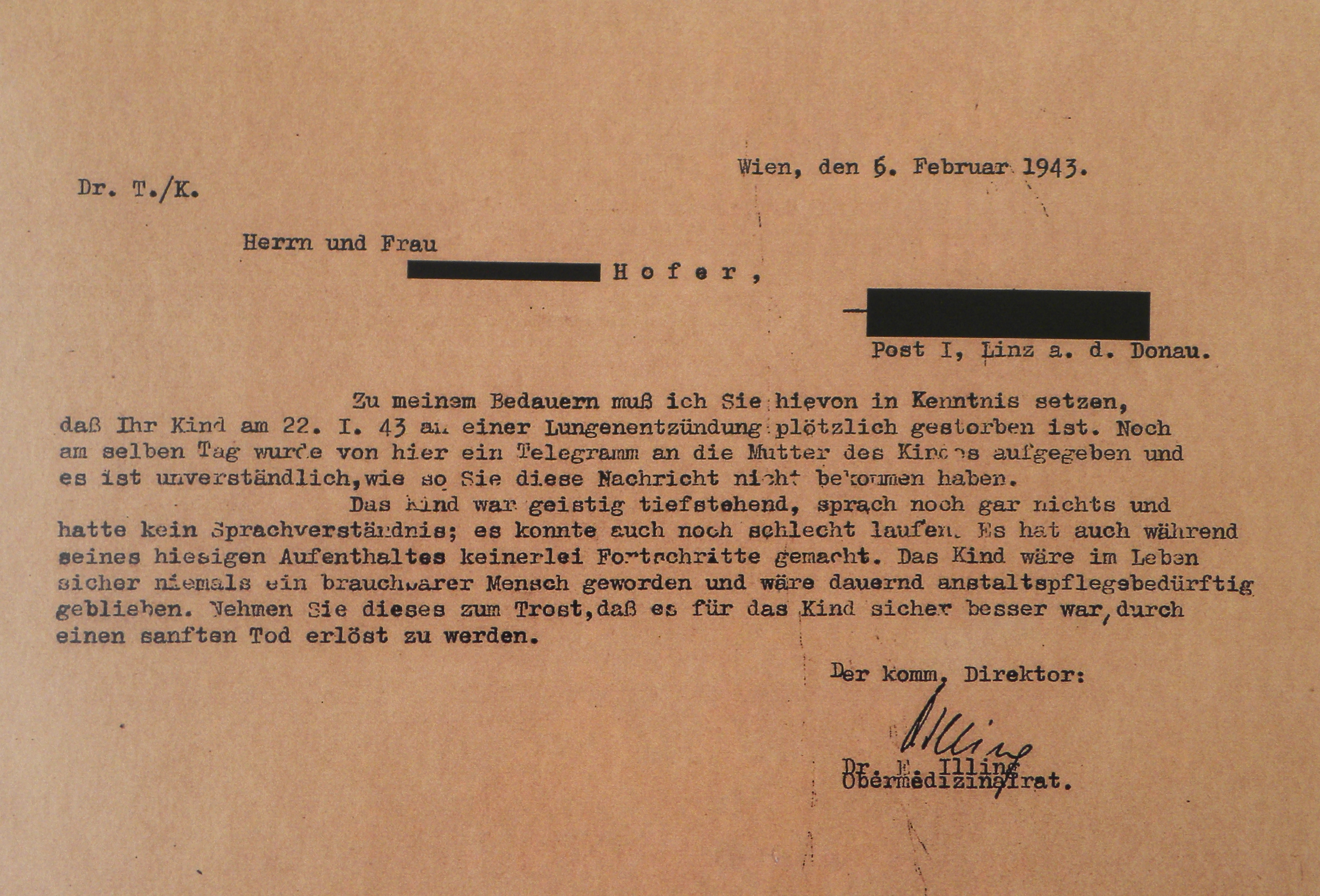
Lettera dello psichiatra nazista Ernst Illing indirizzata ai genitori di uno dei tanti bambini assassinati sulla base del programma svolto dai "Reparti Speciali infantili": "Devo comunicarvi il mio rammarico nell'informarvi che il bambino è morto il 22 gennaio 1943 per infiammazione delle vie respiratorie. (...) Egli non aveva fatto alcun tipo di progresso durante il suo soggiorno qui. Il bambino non sarebbe certamente mai diventato utile alla società ed avrebbe anzi avuto bisogno di cure per tutta la vita. Siate confortati dal fatto che il vostro bambino ha avuto una dolce morte".

L'eutanasia su minori nella Germania nazista (in lingua tedesca Kinder-Euthanasie) è il nome dato agli omicidi organizzati di bambini e ragazzi fino ai 16 anni fisicamente disabili o affetti da un forte disturbo mentale durante l'epoca del nazionalsocialismo in oltre 30 "reparti speciali" adibiti all'uopo. Almeno 5.000 bambini sono stati vittime di questo programma, che è stato un diretto precursore dei successivi omicidi di bambini verificatisi nei campi di concentramento.

## Background
Le basi ideologiche del nazismo si fondarono essenzialmente sul darwinismo sociale il quale impugnava senza riserve la nozione di "sopravvivenza dei più forti", sia a livello individuale sia a quello d'interi popoli e stati. Questa nozione affermò di avere dalla sua parte la "legge di Natura"; tutte le opinioni religiose e umanitarie contrastanti si sarebbero in ultima analisi rivelate come "innaturali".
Una popolazione avrebbe potuto dimostrare il proprio valore solo nel lungo periodo in questa "lotta per la sopravvivenza" in corso; questo poteva verificarsi soltanto se promuovevano i "migliori" e nel contempo, se necessario, se eliminavano tutti quelli che invece indebolivano la stirpe. Inoltre esclusivamente un popolo il più possibile "puro" avrebbe potuto mantenersi in corsa nella "lotta per l'esistenza".
Per mantenere e migliorare la "razza nordica"-germanica, pertanto, avrebbero dovuto essere rigorosamente rispettate le leggi dell'eugenetica e dell'igiene razziale, biologicamente orientate; vale a dire con la promozione dei "geneticamente sani" e la contemporanea eliminazioni dei "difettosi". Tutti coloro che avevano un qualche malattia ereditaria (in seguito conosciuta come malattia genetica) o che erano gravemente handicappati fisici o mentali (vedi disabilità) furono classificati come esempi di "vita indegna di essere vissuta" (lebensunwertes Leben).
In conclusione sarebbero stati, in termini di selezione naturale, eliminati. Questa forma di eugenetica nazista fu alla base della politica di salute genetica nazionalsocialista, che venne elevata al grado di dottrina ufficiale dello Stato.

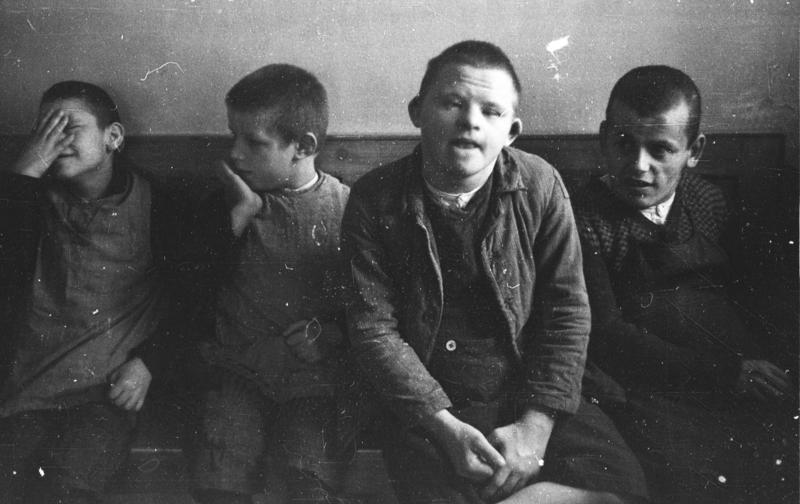
Bambini con sindrome di Down rinchiusi in manicomio (1934). Scatto del fotografo delle SS Friedrich Franz Bauer.

Nel 1929 Adolf Hitler disse al congresso del Partito Nazionalsocialista Tedesco dei Lavoratori svoltosi a Norimberga "che una rimozione media annuale di 700-800.000 dei più deboli di un milione di bambini significava un aumento del potere della nazione e non un suo indebolimento". Così facendo egli fu in grado di ben affrontare le argomentazioni scientifiche che trasferirono agli esseri umani la teoria darwiniana della "selezione naturale" e, attraverso il concetto di "igiene razziale", formularono l'utopia di una "selezione umana", così come affermato da Alfred Ploetz (il fondatore dell'igiene razziale tedesca).
Già nel 1895 Ploetz chiese che la prole umana non dovesse "essere lasciata al fortuito incontro di un momento di ebbrezza... Se, tuttavia, si scopre che il neonato è un bambino debole e illegittimo il consiglio medico, che decide sui casi della cittadinanza per il bene più alto della comunità, dovrebbe preparare una dolce morte, per esempio usando una piccola dose di morfina [...]".
Ne 1935 Hitler annunciò anche alla sede nazionale del partito di Norimberga, a Gerhard Wagner, medico del Reich, che avrebbe dovuto mirare ad "eliminare gli insani incurabili" al più presto, in caso di una guerra futura.
L'eliminazione di tutti quegli esseri umani che risultavano per il nazismo "indesiderati" venne attuata sotto la dicitura di "eutanasia di Stato", questo all'inizio della seconda guerra mondiale. Molte delle petizioni dei genitori di bambini disabili inviate alla cancelleria del Reich chiesero che venisse data ai loro figli "l'uccisione misericordiosa"; queste vennero usate come una giustificazione e per dimostrare che esisteva un'effettiva domanda esterna al riguardo.

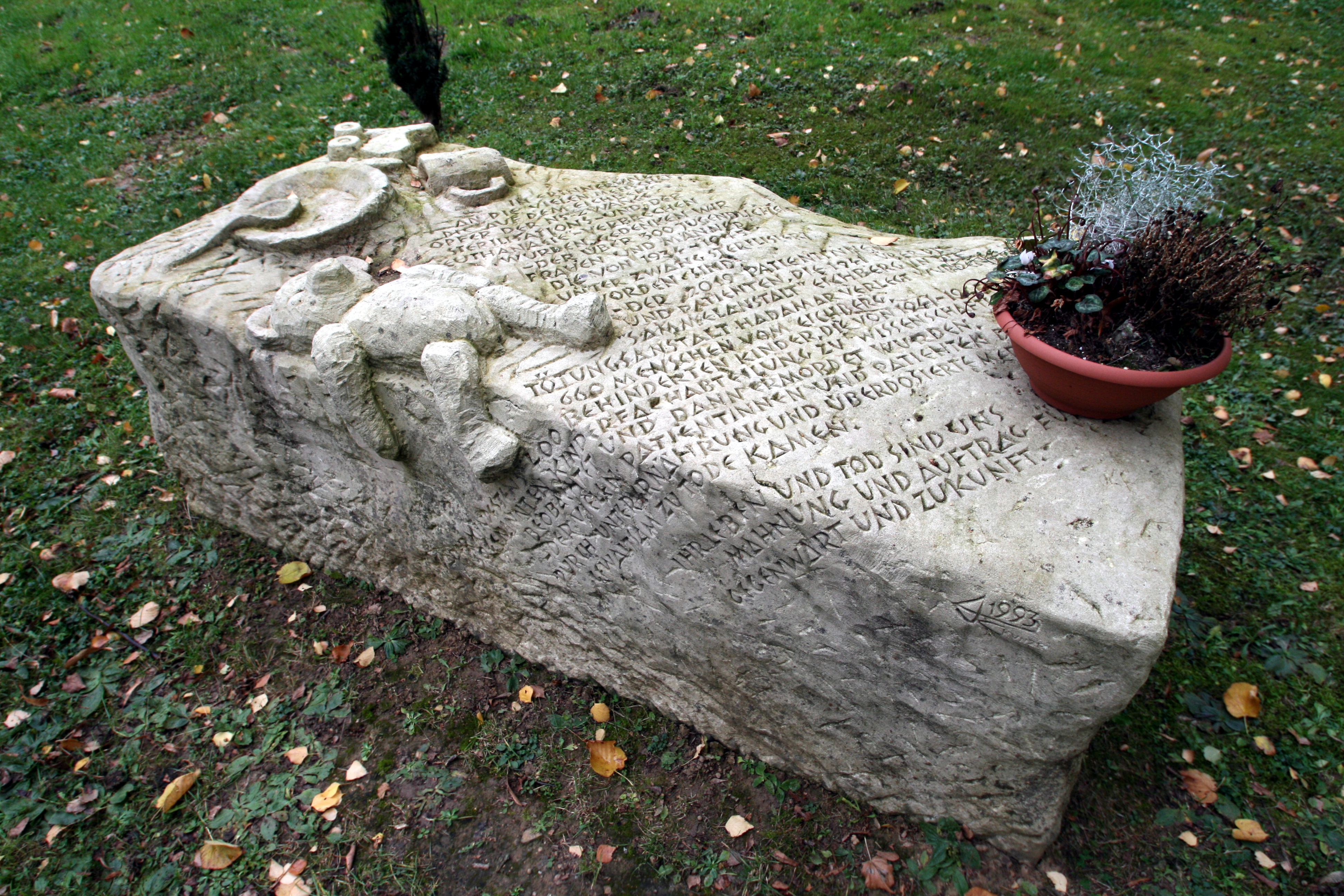
Memoriale per ricordare l'eutanasia compiuta su minori, in corrispondenza della posizione della clinica pediatrica di Eichberg (1993).

## Fasi del programma di eutanasia nazista
Gli omicidi causati dall'eutanasia nazista possono essere ampiamente suddivisi nelle seguenti fasi:
1. eutanasia su minori dal 1939 al 1945
2. eutanasia su adulti dal 1940 al 1945
  1. Aktion T4, uccisioni in camera a gas centralizzate dal gennaio del 1940 all'agosto del 1941
  2. eutanasia decentrata o parzialmente controllata da farmaci da parte della malnutrizione dal settembre del 1941 al 1945
3. eutanasia su disabili o detenuti, conosciuta come Aktion 14f13 dall'aprile del 1941 al dicembre del 1944
  1. prima fase dall'aprile del 1941 all'aprile del 1944
  2. seconda fase dall'aprile al dicembre del 1944
  3. Action Brandt (dal nome del medico personale del führer Karl Brandt) dal 1943 al 1945; ma recenti ricerche non la contano più direttamente come parte del complesso eutanasico nazista[5].

Secondo le ultime stime all'incirca 260.000 persone sono cadute vittime in questa "guerra contro i malati".

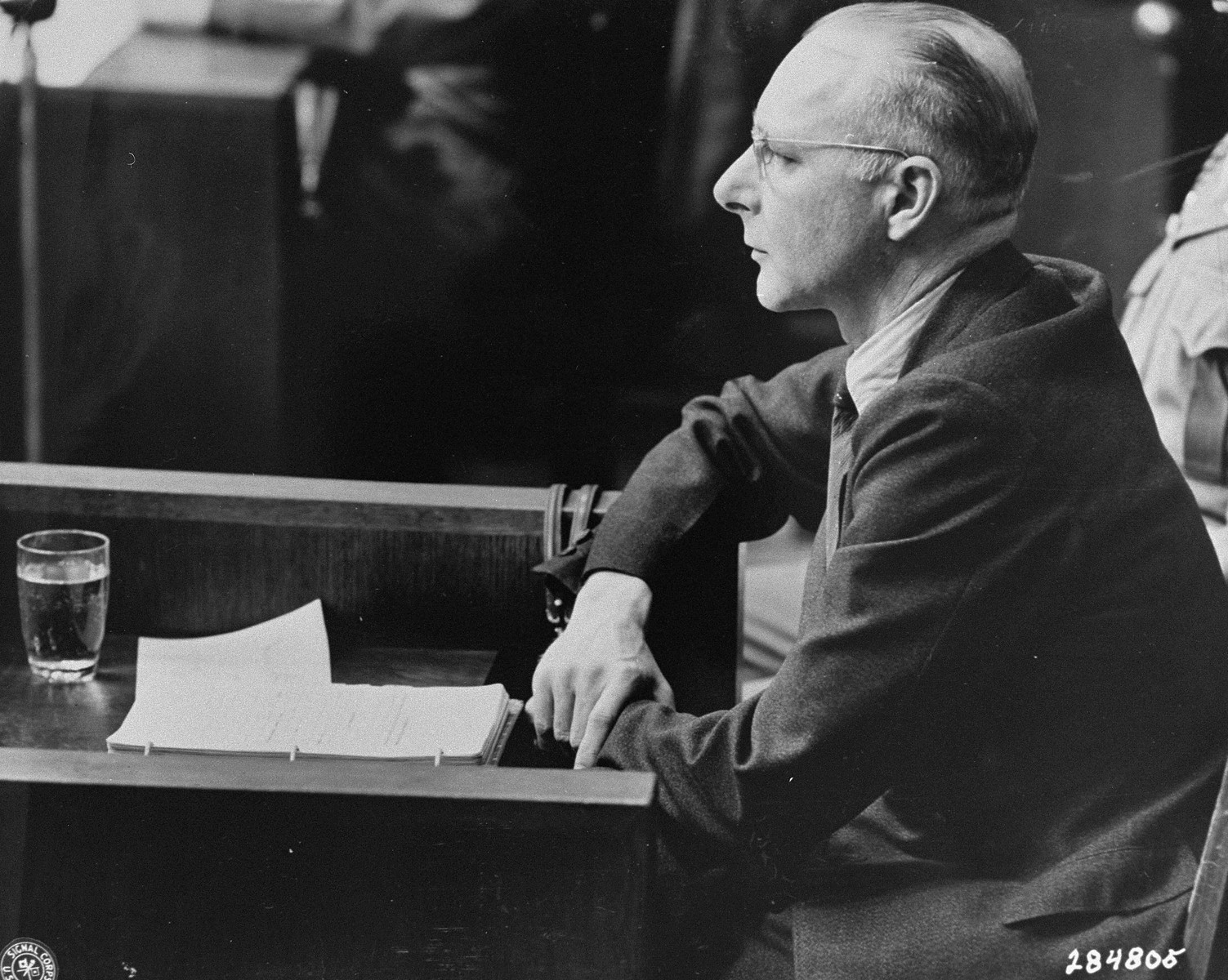
Viktor Brack durante il processo ai dottori.

## Il caso "Kinder K."
L'occasione immediata per dare avvio all'eutanasia organizzata su minori viene considerata nella letteratura specialistica il cosiddetto caso "Kinder K." Il suo nome più comune, "Knauer Case", non dovrebbe più essere utilizzato, questo secondo i risultati della ricerca effettuata dello storico della medicina Udo Benzenhöfer eseguita nel 2006.
In questo particolare caso i genitori presentarono una richiesta perché al loro figlio gravemente disabile fosse concessa un'"uccisione misericordiosa"; la domanda fu ricevuta dalle autorità in un tempo non verificabile prima della metà del 1939 presso l'"Ufficio del Fuhrer". Quest'ufficio era un'agenzia del partito nazista e di una cancelleria privata posta sotto l'autorità diretta di Hitler, che impiegava circa 195 dipendenti nel 1939.
Il principale segretario dell'ufficio, Hans Hefelmann, assieme al suo vice Richard von Hegener, fu il responsabile dell'"atto di clemenza"; il capo della direzione centralizzata, quindi il superiore diretto di Hefelmann, era l'"Oberdienstleiter" Viktor Brack, uno dei principali organizzatori dell'eutanasia nazista.
Le relazioni di questo caso si basano principalmente sulle stesse affermazioni degli imputati fatte durante il processo ai dottori, che ripetutamente indicarono il caso di un "bambino K."
Secondo le dichiarazioni del giornalista francese di origini tunisine Philippe Aziz effettuate nel corso di in un'intervista egli suppose nel 1973 che questo bambino fosse stato rintracciato come appartenente ad una certa famiglia Kessler a Pomßen. Tuttavia, dopo diversi giorni d'indagini accurate, Benzenhöfer giunse alla conclusione che "Kinder K." fosse stato in realtà Gerhard Herbert Kretschmar, nato il 20 febbraio 1939 a Pomßen e morto il 25 luglio dello stesso anno.
Nel 2007 tuttavia Benzenhöfer apprese dalla sorella del defunto ch'esso non fu un disabile ma che anzi morì di morte naturale; di conseguenza Benzenhöfer dovette rivedere la sua affermazione. L'identità effettiva del bambino non è quindi ancora del tutto chiara. Una nuova ricerca ha aperto la possibilità che avrebbe potuto essere una bambina morta già nel marzo del 1938 all'ospedale infantile di Reudnitz (Lipsia)..

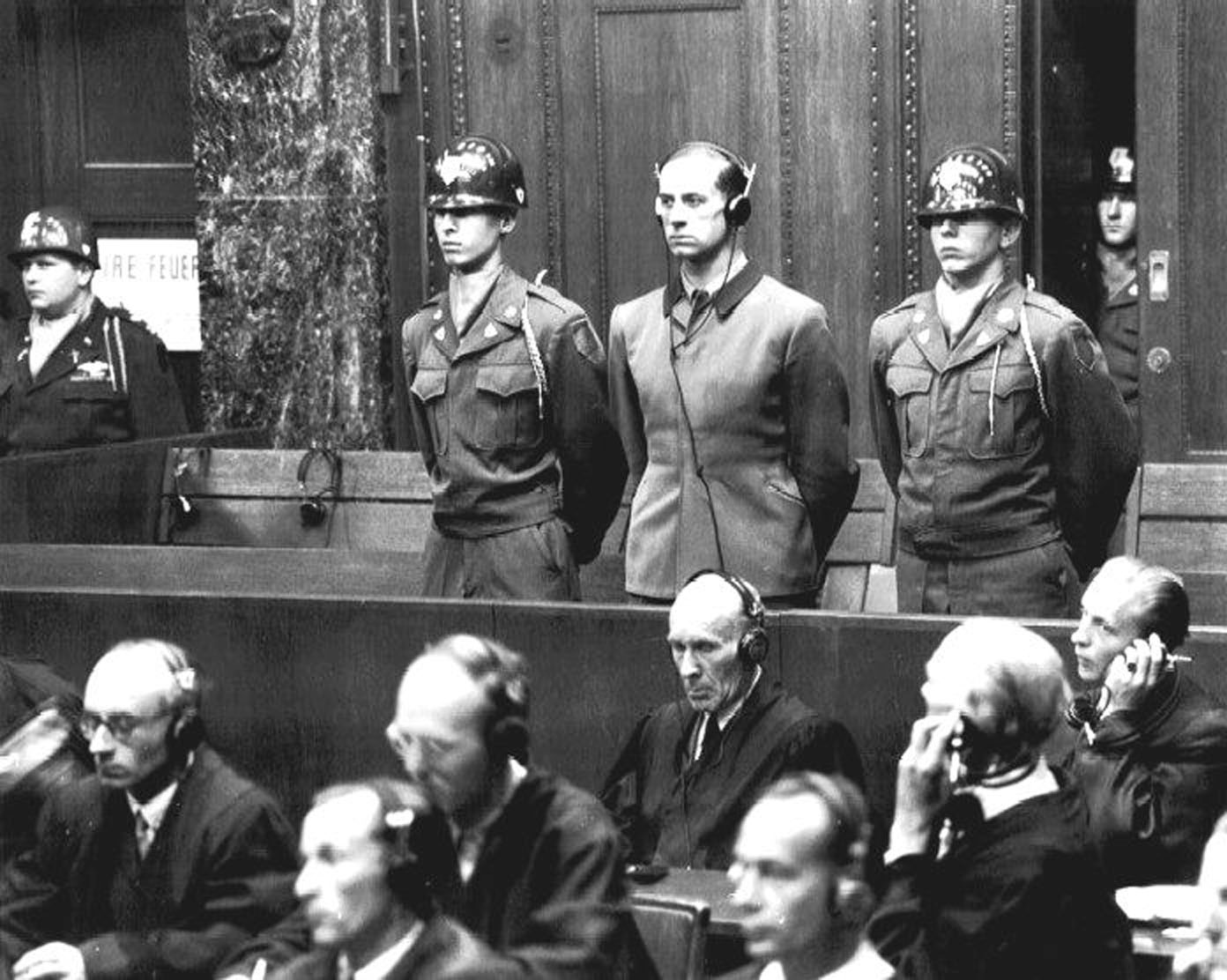
Il medico personale di Hitler Karl Brandt sul banco degli imputati (1947).

Quest'ospedale infantile rimase collegato direttamente all'ospedale universitario per minori di Lipsia e al suo direttore, il neurologo e psichiatra nazista Werner Catel. Le affermazioni precedentemente accettate dai membri della cancelleria di Hitler nella letteratura scientifica del dopoguerra rimangono quindi aperte al quesito. Una datazione precisa degli eventi che circondano il caso di "Kinder K." (a tutto il 2008) non è possibile solo sulla base delle affermazioni rilasciate. È concepibile che il periodo che inizia nel 1938 fino all'inizio/metà del 1939 (come inizio della fase di pianificazione concreta per effettuare l'omicidio) è realistico.
Se il caso di "Kinder K." fosse avvenuto effettivamente nel marzo del 1938, ipotesi sulla quale vi è qualche evidenza e riscontro, allora questo può essere descritto nel migliore dei casi come l'avvio ufficiale dell'eutanasia su minori nella Germania nazista e non come l'innesco di un caso specifico e del tutto isolato.
Secondo la testimonianza data dei partecipanti la richiesta del 23 maggio del 1939 condusse ad un incontro dei genitori del bambino col direttore dell'ospedale universitario di Lipsia Catel, incentrata sulle possibilità di sopravvivenza del figlio malformato. Secondo la successiva dichiarazione di Catel, egli affermò che "liberare" il bambino da un'eventuale morte precoce rappresentò la soluzione migliore per tutti coloro che vi si ritrovarono coinvolti. Ma poiché assistere attivamente ad una morte eutanasica era in quel momento ancora punibile legalmente, Catel consigliò ai genitori di presentare una richiesta direttamente ad Hitler tramite la sua cancelleria privata.
Sulla base di questa richiesta, in una dichiarazione rilasciata davanti al giudice investigativo durante l'inchiesta svoltasi il 14 novembre del 1960 Hefelmann dichiarò quanto segue:
Ai ricordi del suo capo il vice di Hefelmann, Richard von Hegener, aggiunse:
Nel corso del processo ai dottori, Brandt dichiarò quanto segue per il caso di "Kinder K":

## Comitato del Reich per la registrazione scientifica di malattie gravi ereditarie e congenite
Questa prima morte tramite eutanasia di un minore portò ad un'accelerazione significativa nell'attuazione di piani - rimasti fino ad allora ancora latenti - di sterminio eugenetico, iniziati teoricamente con la promulgazione della legge per la prevenzione delle malattie ereditarie (Gesetz zur Verhütung erbkranken Nachwuchses), istituita il 14 luglio 1933 e condotta a più tappe verso l'eutanasia di minori e adulti. Vi fu uno sviluppo quasi parallelo delle decisioni che condussero al programma di eutanasia di questi due gruppi.
Hefelmann descrisse nel modo seguente questo ulteriore sviluppo:
La questione venne inizialmente discussa con un cerchio interno composto da Hefelmann e Hegener, capo dell'Ufficio centrale II della cancelleria, da Viktor Brack e dal responsabile degli ospedali psichiatrici della divisione IV (Salute e benessere sociale) del ministero dell'Interno del Reich, il dottor Linden. Oltre a ciò, la commissione si riunì per organizzare l'eutanasia dei bambini; essa era composta oltre che da Brandt, anche dall'oculista Hellmuth Unger, dal pediatra Ernst Wentzler, dallo psichiatra eugenetico Hans Heinze e probabilmente anche dal professor Catel.
Le questioni in gioco, che erano anche pertinenti ai programmi di preparazione per l'adozione di progetti di eutanasia sugli adulti, furono chiariti in una fase di pianificazione breve ma efficace, affinché tre settimane dopo il primo caso di eutanasia venne istituita un'organizzazione ufficiale sotto il nome di 'Comitato del Reich per la registrazione scientifica delle malattie ereditarie e congenite', che cominciò a fare i primi passi concreti per la registrazione delle potenziali vittime.
Gli agenti principali che stavano dietro il gruppo erano gli stessi Hefelmann e Hegener dell'ufficio IIb della cancelleria che, su richiesta di Hitler, non dovevano però apparire pubblicamente, né erano gli unici rappresentanti di un'autorità governativa; vi era anche Linden del Ministero dell'Interno del Reich. Il cosiddetto 'comitato nazionale' diventò dunque semplicemente una 'casella postale' (Berlin W 9, PO Box 101). La corrispondenza venne indirizzata da questa casella postale all'ufficio centrale situato nella Cancelleria del Nuovo Reich nella Voßstraße 4 di Berlino.

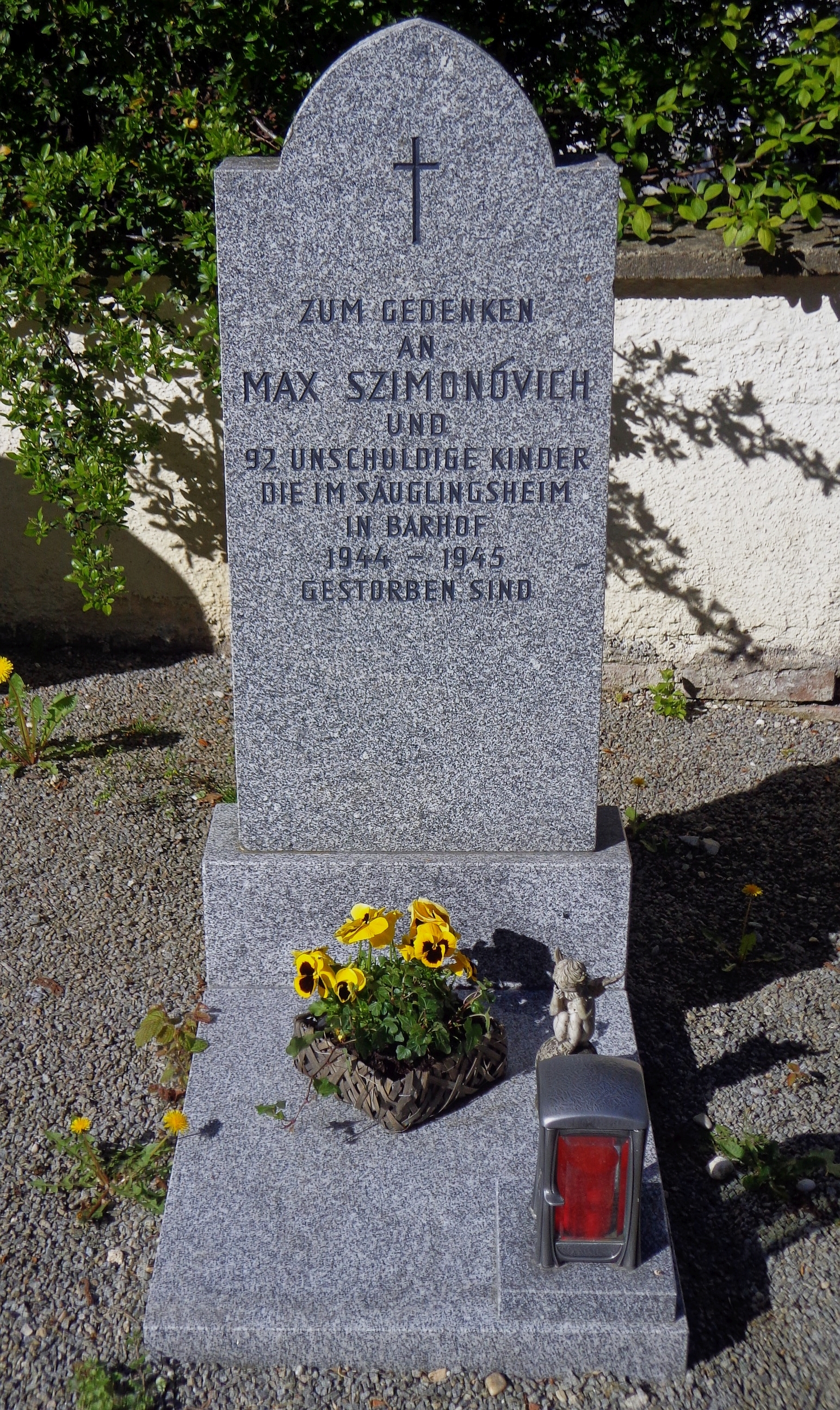
Tomba di Max Szimonovich, un bambino danese vittima a meno di un anno di vita del programma eutanasico nazista su minori.

## Identificazione delle vittime ed "esami degli esperti"
Il documento chiave fu rappresentato da una circolare del Ministro degli Interni del Reich del 18 agosto 1939, Ref: IVb 3088/39 - 1079 Mi, che è venne contrassegnato come "strettamente confidenziale" il quale specificava i gruppi da includere e come avrebbero dovuto essere riuniti. Dopo di che i medici e le ostetriche degli ospedali di maternità, ai servizi ostetrici e agli ospedali infantili, salvo che un medico anziano non fosse presente o non avesse ricevuto l'istruzione, dovevano segnalare per iscritto alle autorità sanitarie competenti se il neonato fosse sospettato di essere afflitto dai seguenti disturbi congeniti:
- 1) ritardo mentale o sindrome di Down (in particolare i casi combinati con cecità e sordità);
- 2) microcefalia;
- 3) idrocefalo in un grado grave o avanzato;
- 4) malformazioni di tutti i tipi, in particolare assenza di arti, gravi lesioni della linea mediana craniosacrale e della colonna vertebrale;
- 5) paralisi, compresa la paralisi cerebrale infantile[16].

Un modello per i moduli di segnalazione venne allegato alla circolare, che doveva essere invita alle autorità sanitarie pubbliche così come richiesto dalla loro autorità amministrativa superiore. Questa prima formulazione venne ritirata tramite un decreto del 7 giugno del 1940 e sostituita da una più dettagliata. Venne concessa una remunerazione per ciascuna relazione compilata dalle ostetriche "per i servizi professionali resi".
Inizialmente solo i bambini di età inferiore ai tre anni dovevano essere segnalati. Il formulario di registrazione prescritto diede l'impressione che si trattasse esclusivamente di una ricerca allo scopo di fornire un'assistenza medica specifica. I medici distrettuali inviavano poi il modulo di registrazione compilato al Comitato Nazionale dove si trovava l'ufficio IIb della cancelleria privata del Fuhrer, con i suoi due medici Hefelmann e Hegener addetti ad esaminare i casi che a loro insindacabile giudizio consideravano non avrebbero dovuto essere inviati ad un "reparto speciale infantile", vale a dire quelli che non risultassero idonei all'eutanasia.

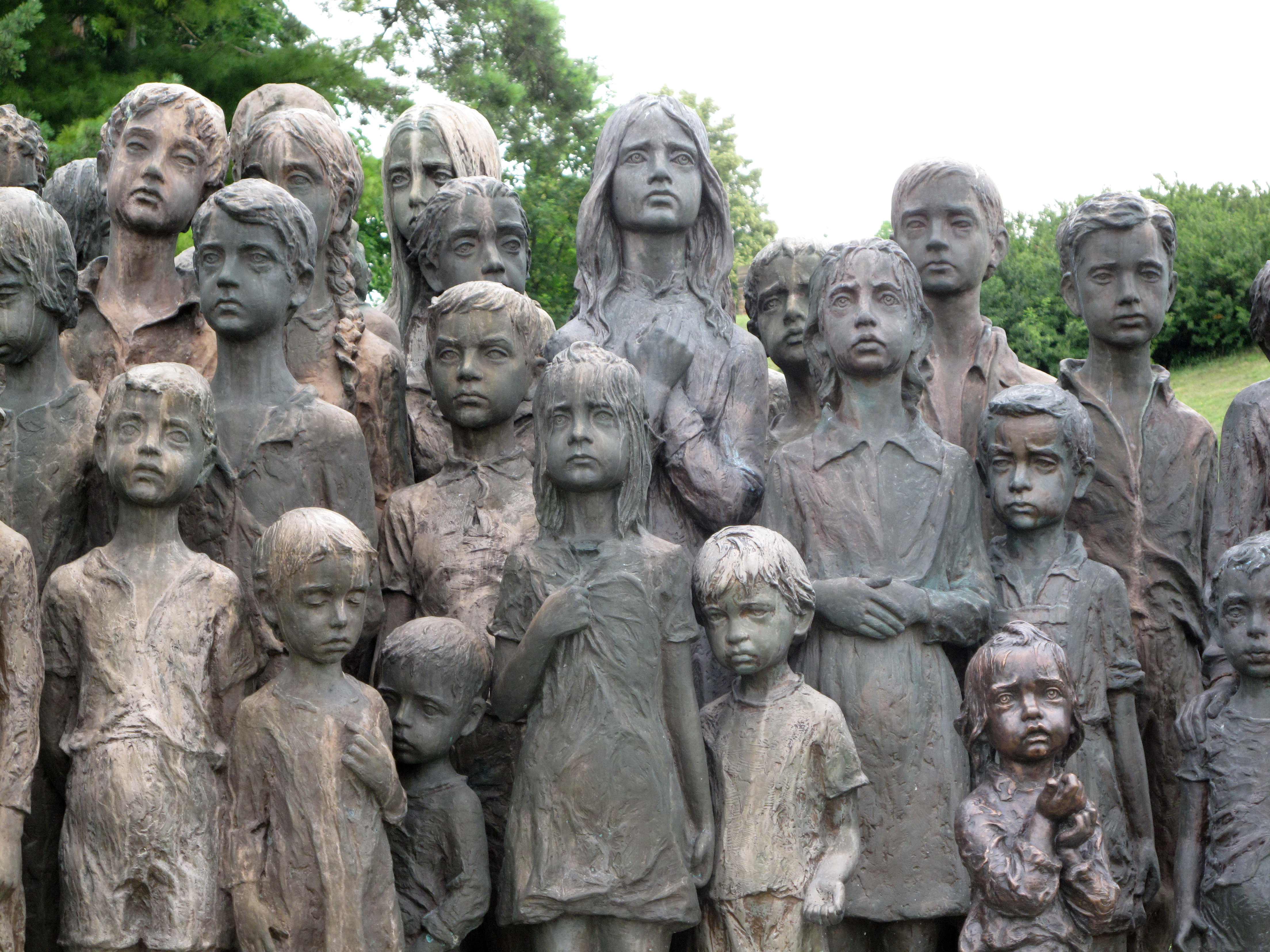
Memoriale per le vittime infantili del nazismo a Lidice (2011).

Dei circa 100.000 moduli d'iscrizione ricevuti fino al 1945, circa 80.000 vennero minuziosamente esaminati; per la valutazione professionale dei restanti 20.000 furono nominati tre esperti appartenenti al Comitato Nazionale i quali erano già stati fortemente coinvolti nella commissione preparatoria, vale a dire Werner Catel, Hans Heinze ed Ernst Wentzler. Hefelmann commentò in seguito: "il professor Heinze e il dottor Wentzler [...] hanno sostenuto con grande entusiasmo l'eutanasia assieme al professor Catel e così concordarono, senza alcuna pressione, di agire come consulenti tecnici esperti sulla questione".
Questi tre ricevettero i moduli di registrazione in sequenza, di modo che il terzo esperto conoscesse già la valutazione espressa in precedenza dai suoi due colleghi. La decisione sulla vita o sulla morte dei bambini venne presa solamente sulla base del resoconto offerto dal modulo, senza che i cosiddetti "esperti" avessero mai preso conoscenza dei documenti medici e senza vedere di persona in alcun modo i bambini. Se un bambino fosse stato valutato come un caso da eutanasia i revisori fecero un segno "+" mentre, se risultava non essere selezionato, fecero un segno "-".
Se invece non fosse risultata possibile una decisione chiara dalla prospettiva dei valutatori, si inseriva un "B" (Beobachtung, "in osservazione"). A questi ultimi bambini venne temporaneamente sospesa l'esecuzione tramite eutanasia, pur facendo ancora parte di un "Reparto speciale infantile". A seguito di un esame approfondito il medico locale aveva l'obbligo di riformulare una relazione di osservazione adeguata da inviare al Comitato Nazionale.
I criteri decisivi per una valutazione "positiva" furono la disabilità motoria e mentale. Secondo una dichiarazione rilasciata dal medico Walter Schmidt il quale gestì il "Reparto Speciale infantile" dell'ospedale psichiatrico di Eichberg (oggi "Vitos Rheingau") il 95% dei bambini assegnati furono istituzionalizzati nell'attesa di "essere trattati", un eufemismo per indicare l'assassinio. Solo il restante 5% venne fatto oggetto di osservazioni maggiormente approfondite.
Le autorità sanitarie responsabili del progetto "Reparto Speciale" ricevevano infine un avviso da parte del Comitato Nazionale sulla decisione presa; il medico locale doveva di conseguenza inviare un'informativa ai genitori sull'avvio di un "rinvio": questi venivano tuttavia deliberatamente ingannati sullo scopo effettivo del suddetto "rinvio", essendogli fatto credere che ciò fosse per la cura ed il trattamento dei loro figli da parte di apposite strutture. Questo permise inizialmente di evitare misure coercitive. Tuttavia se i genitori avessero rifiutato persistentemente di accettare il "rinvio" dei loro figli, avrebbero potuto essere minacciati della perdita dei diritti di potestà genitoriale; questo a partire dal settembre del 1941.
Già nella prima metà di quello stesso anno l'età dei bambini sottoposti a controlli venne innalzata fino ai 16 anni, ciò per prevenire che i giovani disabili fisici o mentali divenissero vittime del metodo sommario di morte in camera a gas nell'ambito di Aktion T4. Il cerchio di coloro che furono sottoposti ad un tale giudizio selettivo si allargò sempre di più. Oltre ai malati mentali e fisici anche tutti i cosiddetti affetti da psicopatia vennero successivamente registrati.

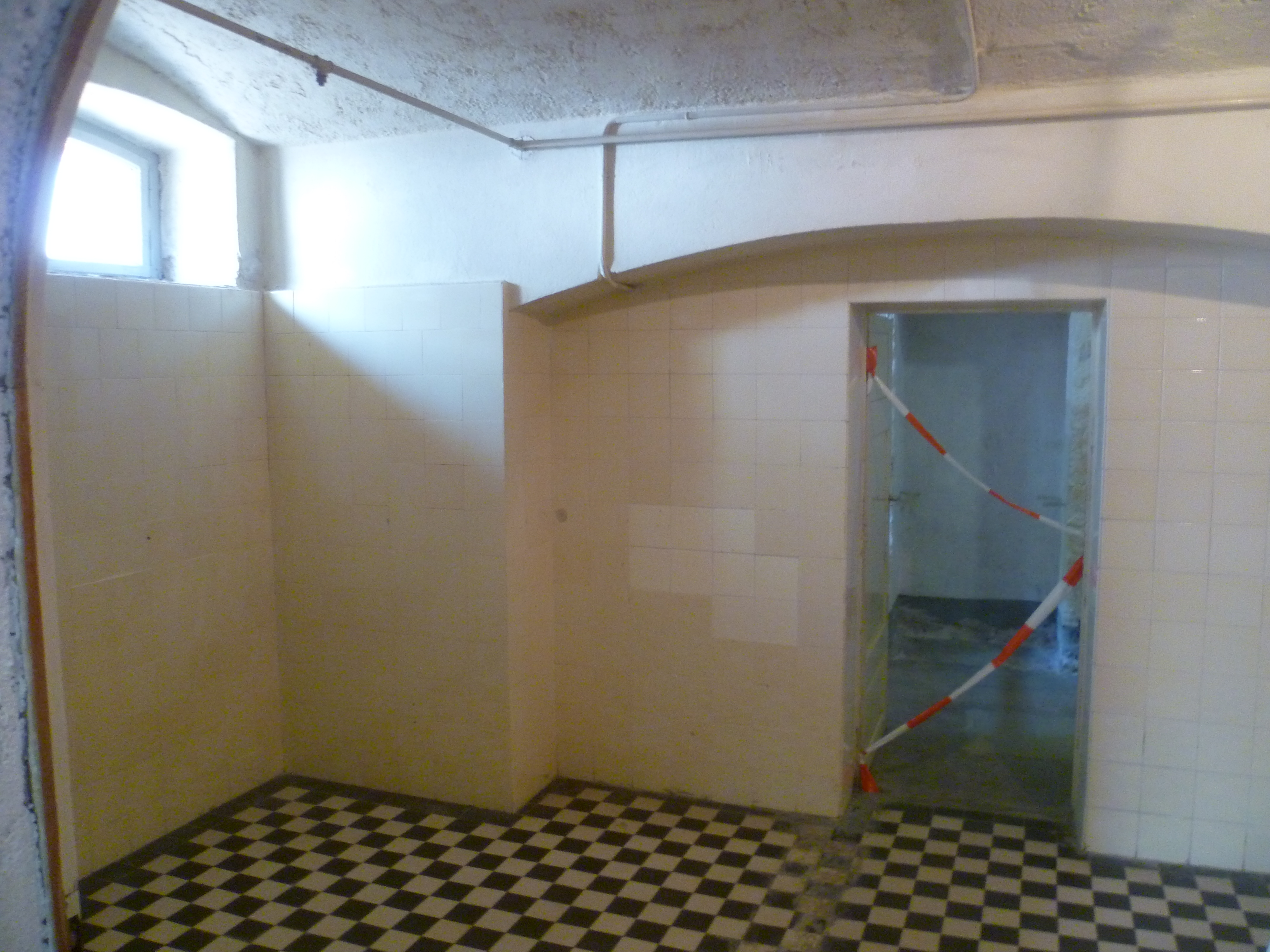
La camera a gas del centro eutanasico nazista di Hadamar, dove vennero fatti assassinare anche molti minori.

Nel centro di terapia di Kalmenhof (oggi un centro di pedagogia sociale), tutti quelli risultanti "inadatti alla società" (quindi tutti i ragazzi con una qualche problema comportamentale o disturbo della condotta) furono inviati al centro eutanasico nazista di Hadamar per finire nella camera a gas o, dopo l'interruzione del programma Aktion T4, essere uccisi dalla somministrazione di una droga letale. A questo scopo specifico Hadamar istituì la propria specifica "casa di allevamento"; tra i 40 e i 45 detenuti minorenni furono qui uccisi utilizzando sovradosaggi di droga, un metodo praticato anche nel programma di eutanasia sugli adulti.

## "Reparti Speciali infantili"
Una circolare datata 1 luglio 1940 Rif: IVb-2140/1079 Mi, che venne fatta pubblicare nella rivista ministeriale del Reich e del Ministero dell'Interno Prussiano, informò il ministero che il "Comitato Nazionale" "aveva già istituito un dipartimento psichiatrico della gioventù presso l'Istituto Statale Görden vicino ad H. in Brandeburgo, che impiegava sotto la sua direzione scientifica tutte le opzioni terapeutiche disponibili sulla base degli ultimi risultati scientifici acquisiti".
Il primo "Reparto Speciale infantile" venne istituito nell'istituto statale Görden nell'ottobre del 1939; il responsabile capo di quest'istituto fu anche membro del Comitato Nazionale, Hans Heinze. Hefelmann si ricordò di "circa 30 reparti speciali per i bambini" nella sua dichiarazione rilasciata il 17 maggio 1961. Secondo lo stato attuale della ricerca, circa 37 di questi "reparti per bambini" furono istituiti all'interno delle case di cura mediche e infermieristiche già esistenti, negli ospedali infantili e nelle cliniche universitarie.
Le difficoltà pratiche nell'attuazione delle disposizioni possono essere notate anche da un'altra circolare del Ministro degli Interni del 20 settembre 1941 Az.: IVb-1981 / 41-1079 Mi. Il capo della sanità del Reich e il segretario di Stato Leonardo Conti non mancarono di far sottolineare l'importanza fondamentale della questione al Comitato Nazionale.

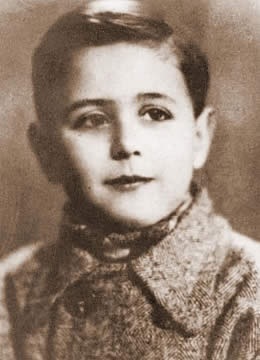
Il bambino ebreo italiano Sergio De Simone (29 novembre 1937-20 aprile 1945) ucciso presso la scuola Bullenhauser Damm a seguito di esperimenti medici nazisti.

Si ribadì ancora una volta che l'inserimento di bambini malati in questi reparti speciali:
I medici locali furono incaricati di sorvegliare l'attività di segnalazione compiuta dalle ostetriche, di sostenere in ogni modo il lavoro del Comitato Nazionale e, se necessario, fare la dovuta pressione sui genitori.

## Bambini come oggetto di "ricerca medica"
Anche i bambini autorizzati a subire il "trattamento" non vennero sempre uccisi, ma in certi casi vennero utilizzati, a volte per mesi, come cavie nella ricerca scientifica. Per esempio, vi fu una stretta collaborazione tra il capo del "Reparto Speciale infantile" dell'ospedale psichiatrico statale di Eichberg Walter Schmidt e il direttore della Clinica psichiatrica dell'Università Ruperto Carola di Heidelberg, Carl Schneider.
Queste vittime furono tenute sotto stretta osservazione nella clinica di Heidelberg e successivamente trasferiti a Eichberg, dove vennero uccisi e dove i loro cervelli vennero rimossi. Ci sono prove di uno studio condotto su cinquantadue bambini con disabilità, di cui almeno ventuno vennero successivamente uccisi a Eichberg. Schneider ricevette quindi i cervelli conservati appositamente per la sua ricerca istopatologica.
Nella notte del 20 aprile 1945, venti bambini ebrei che erano stati utilizzati in esperimenti medici nel Campo di concentramento di Neuengamme, i loro quattro custodi ebrei adulti e sei prigionieri di guerra dell'armata rossa vennero uccisi nel seminterrato della scuola locale.
Più tardi, quella stessa sera, ventiquattro soldati sovietici, che erano stati utilizzati anch'essi negli esperimenti, vennero portati nella scuola per essere giustiziati. I nomi, le età e i paesi di origine sono stati registrati da Hans Meyer, una delle migliaia di prigionieri scandinavi che vennero liberati e posti sotto la custodia della Svezia nel corso degli ultimi mesi di conflitto. Neuengamme venne utilizzato come campo di transito per questi detenuti.